# Transformada d'Abel
En matemàtiques, la transformada d'Abel, anomenada així per Niels Henrik Abel, és una transformada integral que s'utilitza sovint en l'anàlisi de funcions simètriques esfèrica o axialment. La transformada d'Abel d'una funció f ( r ) ve donada per
{\displaystyle F(y)=2\int _{y}^{\infty }{\frac {f(r)r}{\sqrt {r^{2}-y^{2}}}}\,dr.}
Suposant que f(r) cau a zero més ràpidament que 1/r, la transformada d'Abel inversa ve donada per
{\displaystyle f(r)=-{\frac {1}{\pi }}\int _{r}^{\infty }{\frac {dF}{dy}}\,{\frac {dy}{\sqrt {y^{2}-r^{2}}}}.}
En l'anàlisi d'imatges, la transformada d'Abel avançada s'utilitza per projectar una funció d'emissió òpticament fina i simètrica axialment sobre un pla, i la transformada d'Abel inversa s'utilitza per calcular la funció d'emissió donada una projecció (és a dir, un escaneig o una fotografia) d'aquesta emissió. funció.
En l'espectroscòpia d'absorció de flames o plomalls cilíndrics, la transformada d'Abel avançada és l'absorbància integrada al llarg d'un raig amb la distància més propera y del centre de la flama, mentre que la transformada d'Abel inversa dona el coeficient d'absorció local a una distància r del centre. La transformada d'Abel es limita a aplicacions amb geometries axialment simètriques. Per a casos asimètrics més generals, s'han d'utilitzar algorismes de reconstrucció més generals, com ara la tècnica de reconstrucció algebraica (ART), la maximització de l'expectativa de màxima probabilitat (MLEM), els algorismes de retroprojecció filtrada (FBP).
En els darrers anys, la transformada d'Abel inversa (i les seves variants) s'ha convertit en la pedra angular de l'anàlisi de dades en imatges d'ions fotofragments i imatges fotoelectròniques. Entre les extensions més notables recents de la transformada d'Abel inversa es troben els mètodes de "peladura de ceba" i "expansió del conjunt de bases" (BASEX) d'anàlisi d'imatges de fotoelectrons i fotoions.

## Interpretació geomètrica

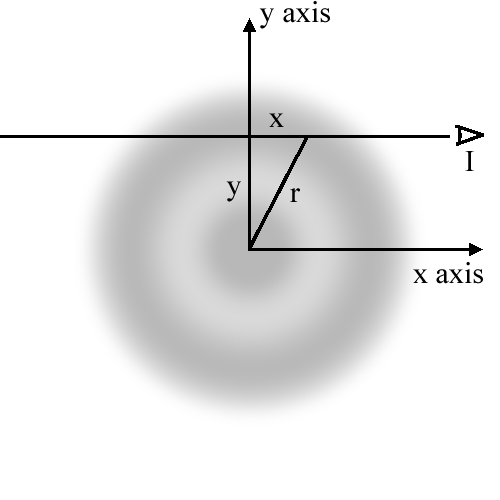
Una interpretació geomètrica de la transformada d'Abel en dues dimensions. Un observador (I) mira al llarg d'una línia paral·lela a l'eix x una distància y per sobre de l'origen. El que veu l'observador és la projecció (és a dir, la integral) de la funció simètrica circular f (r) al llarg de la línia de visió. La funció f (r) es representa en gris en aquesta figura. Se suposa que l'observador està situat infinitament lluny de l'origen de manera que els límits d'integració són ±∞.

En dues dimensions, la transformada d'Abel F(y) es pot interpretar com la projecció d'una funció circularment simètrica f(r) al llarg d'un conjunt de línies de visió paral·leles a una distància y de l'origen. En referència a la figura de la dreta, l'observador (I) veurà
{\displaystyle F(y)=\int _{-\infty }^{\infty }f\left({\sqrt {x^{2}+y^{2}}}\right)\,dx,}
on f ( r ) és la funció simètrica circular representada pel color gris de la figura. Se suposa que l'observador es troba realment a x=∞, de manera que els límits d'integració són ±∞, i totes les línies de visió són paral·leles a l'eix x. Adonar-se que el radi r està relacionat amb x i y com a r2=x2+y2, es dedueix que
{\displaystyle dx={\frac {r\,dr}{\sqrt {r^{2}-y^{2}}}}}
per x > 0. Com que f ( r ) és una funció parell en x, podem escriure
{\displaystyle F(y)=2\int _{0}^{\infty }f\left({\sqrt {x^{2}+y^{2}}}\right)\,dx=2\int _{|y|}^{\infty }f(r)\,{\frac {r\,dr}{\sqrt {r^{2}-y^{2}}}},}
que dona la transformada d'Abel de f(r).
La transformada d'Abel es pot estendre a dimensions superiors. De particular interès és l'extensió a tres dimensions. Si tenim una funció axialment simètrica f(ρ,z), on ρ 2=x 2+y2 és el radi cilíndric, llavors potser voldrem conèixer la projecció d'aquesta funció sobre un pla paral·lel a l'eix z. Sense pèrdua de generalitat, podem considerar que aquest pla és el pla yz, de manera que
{\displaystyle F(y,z)=\int _{-\infty }^{\infty }f(\rho ,z)\,dx=2\int _{y}^{\infty }{\frac {f(\rho ,z)\rho \,d\rho }{\sqrt {\rho ^{2}-y^{2}}}},}
que és només la transformada d'Abel de f(ρ,z) en ρ i y.
Un tipus particular de simetria axial és la simetria esfèrica. En aquest cas, tenim una funció f(r), on r2=x2+i2+z2. La projecció sobre, per exemple, el pla yz serà llavors circularment simètrica i expressable com a F(s), on s2=i2+z2. Realitzant la integració, tenim
{\displaystyle F(s)=\int _{-\infty }^{\infty }f(r)\,dx=2\int _{s}^{\infty }{\frac {f(r)r\,dr}{\sqrt {r^{2}-s^{2}}}},}
que és de nou, la transformada d'Abel de f(r) en r i s.